# Mammillaria amajacensis
Mammillaria amajacensis (укр. Мамілярія амаяцька)  — сукулентна рослина з роду мамілярія родини кактусових.

## Етимологія
Видова назва походить від місця зростання виду в долині Ріо-Амаяк і села Санта-Марія-Амаяк в мексиканському штаті Ідальго.

## Історія
Цей вид Mammillaria вперше виявлено в 1955 році в містечку Пуенте де Діос (ісп. Puente de Dios), муніципалітет Актопан (ісп. Actopan), штат Ідальго. Спочатку цю рослину прийняли за Mammillaria lloydii, а пізніше за різновид Mammillaria sempervivi. У 1997 р. вона була описана, як новий вид.

## Ареал
Mammillaria amajacensis є ендемічною рослиною Мексики. Ареал розташований у штаті Ідальго на висоті 1 800 метрів над рівнем моря.

## Морфологічний опис
Рослини зазвичай поодинокі.
| Орган              | Опис |
| ------------------ | --- |
| Коріння            | |
| Стебло             | від кулястого до коротко-циліндричного, 9-10-11 см заввишки і в діаметрі.                                                                     |
| Епідерміс          | темно-синювато-зелений. |
| Маміли             | великі, конічні. |
| Ареоли             | |
| Аксили             | сильно опушені щільним пухом, особливо верівка.                                                                                               |
| Центральні колючки | 2-4, товсті, голкоподібні, прямі, рожево-сірі до сірих з чорнуватими кінцями, від 5 до 15 або до 18 мм завдовжки, ті які найнижчі — найдовші. |
| Радіальні колючки  | немає. |
| Квіти              | рожево-кремові з темними центральними прожилками, 12 мм завдовжки і завширшки.                                                                |
| Плоди              | червоні. |
| Насіння            | коричневе. |

## Охоронні заходи
Mammillaria amajacensis охороняється Конвенцією про міжнародну торгівлю видами дикої фауни і флори, що перебувають під загрозою зникнення (CITES).